# 15 september
15 september är den 258:e dagen på året i den gregorianska kalendern (259:e under skottår). Det återstår 107 dagar av året.

## Återkommande bemärkelsedagar

### Nationaldagar
- Costa Ricas nationaldag
- El Salvadors nationaldag
- Guatemalas nationaldag
- Honduras nationaldag
- Nicaraguas nationaldag

## Namnsdagar

### I den svenska almanackan
- Nuvarande – Sigrid och Siri
- Föregående i bokstavsordning
  - Gustava – Namnet hade under 1600-talet tidvis förekommit tillsammans med Gustav på 9 december och på 1790-talet tidvis på dagens datum, för att sedan utgå. 1901 infördes det på 7 maj, men utgick 1993.
  - Lambertus – Namnet fanns på dagens datum före 1620, då det flyttades till 17 september. Där fanns det fram till 1830, då det utgick och ersattes av det modernare Lambert.
  - Natanael – Namnet infördes på dagens datum 1680 och fanns där fram till 1901. Då flyttades det till 22 december, där det har funnits sedan dess. På 1770-talet förekom det också på 11 maj.
  - Nicetas – Namnet infördes, till minne av Nicetas en västgotisk martyr från 300-talet, på dagens datum 1620, men utgick 1680.
  - Sigrid – Namnet infördes på dagens datum 1901 och har funnits där sedan dess.
  - Siri – Namnet infördes på dagens datum 1986 och har funnits där sedan dess.
  - Solbritt – Namnet infördes på dagens datum 1986, men flyttades 1993 till 4 juni, där det har funnits sedan dess.
- Föregående i kronologisk ordning
  - Före 1620 – Lambertus
  - 1620–1679 – Nicetas
  - 1680–1900 – Natanael och Gustava
  - 1901–1985 – Sigrid
  - 1986–1992 – Sigrid, Siri och Solbritt
  - 1993–2000 – Sigrid och Siri
  - Från 2001 – Sigrid och Siri
- Källor
  - Brylla, Eva (red.). Namnlängdsboken. Gjøvik: Norstedts ordbok, 2000 ISBN 91-7227-204-X
  - af Klintberg, Bengt. Namnen i almanackan. Gjøvik: Norstedts ordbok, 2001 ISBN 91-7227-292-9

### Finlandssvenska almanackan
- Nuvarande från 1950[1] – Runar
- I föregående revideringar[a][2]
  - 1929–1949 – Runar, Runa

## Händelser
- 608 – Sedan Bonifatius III har avlidit nästan ett år tidigare väljs Bonifatius IV till påve.
- 994 – Stor fatimidseger över det bysantinska riket i Slaget vid Orontes.[3]
- 1590 – Sedan Sixtus V har avlidit den 27 augusti väljs Giovanni Battista Castagna till påve och tar namnet Urban VII. Han avlider dock den 27 september efter endast 13 dagar på posten[4], vilket innebär, att han har rekord i att ha haft det kortaste pontifikatet (bortsett från den numera icke legitime påven Stefan 752).
- 1644 – Sedan Urban VIII har avlidit den 29 juli väljs Giovanni Battista Pamphili till påve och tar namnet Innocentius X.
- 1762 – Slaget vid Signal Hill.[5]
- 1812 – Den franska armén under Napoleon når Kreml i Moskva.
- 1830 – Världens första reguljära tåglinje invigs. Linjen trafikerar sträckan Manchester - Liverpool.
- 1857 – Karl Theodor Robert Luther upptäcker asteroid 47 Aglaja.
- 1894 – Slaget vid Pyongyang (1894).[6]
- 1928 – Alexander Fleming upptäcker penicillinet.
- 1935 – Nürnberglagarna införs i Nazityskland och innebär rasbaserad lagstiftning; judarna fråntas sina medborgarskap.
- 1947 – Öppnas den första Hennes & Mauritz-butiken under namnet Hennes på Stora Gatan 28 i Västerås av Erling Persson.
- 1948 – North American F-86 Sabre sätter världens flygplanshastighetsrekord.
- 1949 – Konrad Adenauer blir Förbundsrepubliken Tysklands första förbundskansler.
- 1950 – Amerikanska och sydkoreanska trupper under befäl av general Douglas MacArthur landstiger i Incheon, som då hålls av nordkoreanska trupper.
- 1952 – Förenta Nationerna avträder Eritrea till Etiopien.
- 1959 – Nikita Chrusjtjov blir den första sovjetiska ledaren att besöka USA.
- 1968 – Den sovjetiska Zond 5-rymdskeppet lanseras och blir den första rymdfarkosten att flyga runt månen och återinträda i jordens atmosfär.
- 1971 – De första Greenpeace-fartyget sätter segel för att protestera mot kärnvapenprovning på Amchitka.
- 1972 – En flygkapning genomförs på flygplatsen Bulltofta i Malmö, vilket blir första gången en sådan äger rum i Sverige.
- 1973 – Kung Gustaf VI Adolf avlider 90 år gammal. Kung Carl XVI Gustaf blir Sveriges kung.
- 1974 – Air Vietnam Flight 706 kapas och kraschas och alla 75 personer ombord omkom.[7]
- 1981 – Entertainment Tonight, USA:s första dagliga program med nöjesnyheter på tv, har premiär.
- 1983 – Israels premiärminister Menachem Begin avgår.
- 1990 – Den svenska tv-kanalen TV4 har sin premiärsändning. Kanalen sågas skoningslöst i kvällspressen som ett fiasko.
- 2000 – Sommar-OS invigs i Sydney i Australien av generalguvernör William Deane och pågår till 1 oktober.
- 2005 – Den svenska tv-kanalen TV4 Fakta har premiär.
- 2008
  - Det svenska radioprogrammet Rix Morronzoo börjar sändas i TV6.
  - Den amerikanska banken Lehman Brothers, som har funnits sedan 1850, lämnar in ansökan om konkurs.
- 2009 – Drogen spice förbjuds i Sverige.
- 2010 – Världens största passagerarflygplan, Airbus A380 från tyska Lufthansa, landar för första gången på svensk mark. Detta sker på Arlanda Flygplats.
- 2017 – Kontakten förloras med rymdsonden Cassini-Huygens efter nästan 20 år i rymden.

## Födda
- 1649 – Titus Oates, engelsk konspiratör
- 1666 – Sofia Dorotea av Celle
- 1815 – Charles B. Mitchel, amerikansk politiker
- 1819 – Francis Napier, 10:e lord Napier, brittisk politiker
- 1830 – Porfirio Díaz, mexikansk militär och politiker, Mexikos envåldshärskare
- 1834 – Heinrich von Treitschke, tysk historiker och politiker
- 1857 – William Howard Taft, amerikansk politiker, USA:s president
- 1858
  - Frank A. Briggs, amerikansk republikansk politiker, guvernör i North Dakota
  - Charles de Foucauld, romersk-katolsk präst, eremit och ordensgrundare, helgonförklarad
- 1861 – Mokshagundam Visvesvarayya, indisk ingenjör
- 1875 – Henry D. Hatfield, amerikansk republikansk politiker och kirurg, guvernör i West Virginia, senator
- 1879 – Theodor Olsson, svensk skådespelare och sceninspektör vid Dramaten
- 1886 – Paul Pierre Lévy, fransk matematiker
- 1889 – John Sörenson, gymnast, OS-guld 1912 och 1920
- 1890 – Agatha Christie, brittisk författare av främst detektivromaner
- 1893 – Nils Jönsson i Rossbol, svensk hemmansägare och politiker (i Bondeförbundet)
- 1894
  - Oskar Klein, svensk teoretisk fysiker
  - Jean Renoir, fransk filmregissör
- 1897 – Kurt Daluege, tysk nazistisk politiker och polischef
- 1903 – Roy Acuff, amerikansk countrymusiker och republikansk politiker
- 1907
  - Gunnar Ekelöf, svensk författare, ledamot av Svenska akademien från 1958
  - Fay Wray, kanadensisk-amerikansk skådespelare
- 1910 – Fridolf Wirmark, svensk överförmyndare och politiker
- 1913 – John N. Mitchell, amerikansk republikansk politiker, USA:s justitieminister
- 1914 – Jens Otto Krag, dansk politiker (S), statsminister
- 1916 – Margaret Lockwood, brittisk skådespelare
- 1923 – Catharina Broomé, dominikansyster, författare
- 1928 – Cannonball Adderley, amerikansk jazzsaxofonist (altsax)
- 1929
  - Murray Gell-Mann, amerikansk teoretisk fysiker, mottagare av Nobelpriset i fysik 1969
  - John Julius Norwich, brittisk historiker, reseskribent och TV-personlighet
- 1933 – Henry Darrow, amerikansk skådespelare, känd som Manolito i västernserien The High Chaparral
- 1934 – Fob James, amerikansk politiker, guvernör i Alabama
- 1937 – Gordon R. England, amerikansk ämbetsman, biträdande försvarsminister
- 1941
  - Flórián Albert, ungersk fotbollsspelare (anfallare)
  - Signe Anderson, amerikansk musiker, sångare i Jefferson Airplane
- 1942 – Stefan Böhm, svensk skådespelare, regissör och teaterledare
- 1946
  - Tommy Lee Jones, amerikansk skådespelare
  - Oliver Stone, amerikansk regissör, manusförfattare, producent och skådespelare
  - Ola Brunkert, svensk trummis
- 1948
  - Lars Bill Lundholm, svensk manusförfattare
  - Christian Zell, svensk skådespelare
- 1949 – Joe Barton, amerikansk republikansk politiker, kongressledamot
- 1950
  - Elisabeth Tarras-Wahlberg, svensk hovmarskalk, hovets informationschef
  - Alan Whitehead, brittisk parlamentsledamot för Labour Party
- 1951 – Johan Neeskens, nederländsk fotbollsspelare
- 1959 – Mark Kirk, amerikansk republikansk politiker, senator (Illinois)
- 1960 – Lisa Vanderpump, brittisk TV-personlighet
- 1969 – Veronica Escobar, amerikansk demokratisk politiker
- 1970 – Henrik Olsson, svensk radio- och TV-personlighet
- 1973 – Daniel Westling, svensk prins, hertig av Västergötland, gift med kronprinsessan Victoria
- 1975 – Peter Bergström, svensk inofficiell medarbetare till Svenska Antipiratbyrån
- 1976
  - Big Lurch, amerikansk rappare.
  - Suna Kymäläinen, finländsk socialdemokratisk politiker
- 1977 – Tom Hardy, brittisk skådespelare
- 1981 – Ben Schwartz, amerikansk skådespelare
- 1984
  - Prins Harry, hertig av Sussex, andre son till kung Charles III av Storbritannien och Diana, prinsessa av Wales
  - Jenny Wrangborg, svensk poet
- 1985 – Fredrik Lindgren, svensk speedwayförare
- 1986 – Jenna Marbles, amerikansk YouTube-personlighet
- 1989 – Ida Fässberg, svenskt mordoffer

## Avlidna
- 1223 – Bjarne Kolbeinsson, biskop och skald
- 1510 – Katarina av Genua, 63, italiensk mystiker, helgon
- 1700 – André Le Nôtre, 87, fransk trädgårdsarkitekt
- 1712 – Sidney Godolphin, 1:e earl av Godolphin, 67, engelsk politiker
- 1748 – Dorothea Sofia av Neuburg, 78, hertiginna av Parma och Parmas regent
- 1841 – Carl Peter Hagberg, präst, vältalare, professor vid Lunds universitet, ledamot av Svenska Akademien
- 1854 – John Hanning Speke, brittisk upptäcktsresande, upptäckare av Victoriasjön och Nilens källa
- 1857 – John Henderson, amerikansk politiker, senator (Mississippi)
- 1915 – Alfred Agache, fransk konstnär
- 1916 – Julius Fučík, tjeckisk kompositör
- 1920 – Dan Andersson, känd författare och diktare
- 1926 – Rudolf Eucken, tysk filosof och mottagare av Nobelpriset i litteratur 1908
- 1927
  - Herman Gorter, nederländsk poet och filosof
  - George Washington Hays, amerikansk demokratisk politiker, guvernör i Arkansas
- 1936 – Svetozar Pribićević, serbisk politiker av kroatisk börd
- 1939
  - Lawrence Y. Sherman, amerikansk republikansk politiker och jurist, senator (Illinois)
  - Jens Bratlie, norsk politiker, statsminister
- 1940 – William B. Bankhead, amerikansk demokratisk politiker, talman i USA:s representanthus
- 1945
  - Clyde L. Herring, amerikansk demokratisk politiker, guvernör i Iowa, senator
  - André Tardieu, fransk politiker, Frankrikes tillförordnade president
  - Anton Webern, österrikisk tonsättare
- 1953 – Erich Mendelsohn, tysk arkitekt, företrädde expressionismen inom arkitekturen
- 1955 – Eduard Strauch, tysk SS-officer, dömd krigsförbrytare
- 1969 – Åke Grönberg, svensk regissör, skådespelare och sångare
- 1972 – Ásgeir Ásgeirsson, Islands president
- 1973 – Gustaf VI Adolf, kung av Sverige
- 1978
  - Willy Messerschmitt, tysk flygplansingenjör
  - Bruce Montgomery, brittisk filmmusik-kompositör, även författare under pseudonymen Edmund Crispin
- 1980 – Bill Evans, amerikansk jazzpianist
- 1983
  - Kaj Hjelm, svensk barnskådespelare
  - Beverley Nichols, brittisk författare och journalist
- 1995
  - Gunnar Nordahl, svensk fotbollsspelare, OS-guld 1948
  - Rien Poortvliet, nederländsk konstnär
- 2004
  - Johnny Ramone, amerikansk musiker
  - Gunilla Söderström, svensk operasångare
- 2005
  - Helle Winther, svensk skådespelare
  - Sidney Luft, amerikansk film- och TV-producent
- 2006 – Oriana Fallaci, italiensk journalist och författare
- 2007 – Colin McRae, professionell rallyförare
- 2008 – Richard Wright, klaverinstrumentalist och sångare i Pink Floyd
- 2011
  - Frances Bay, kanadensiskfödd amerikansk skådespelare
  - Mikael Passare, svensk professor i matematik
- 2014
  - John Anderson Jr., 97, amerikansk republikansk politiker, Kansas guvernör
  - Roger Blomquist, 57, svensk sportjournalist
  - Jürg Schubiger, 77, schweizisk psykoterapeut och barnboksförfattare
- 2015
  - Tomas Pontén, 69, svensk skådespelare
  - Kenneth Milldoff, 68, svensk skådespelare
- 2017
  - Harry Dean Stanton, 91, amerikansk skådespelare
  - Albert Speer Jr., 83, tysk arkitekt och stadsplanerare
- 2018 – Michael Kallaanvaara, 77, finländsk-svensk skådespelare